# Luxemburgs voetbalelftal in 1986
Het Luxemburgs voetbalelftal speelde in totaal slechts drie interlands in het jaar 1986, waaronder twee wedstrijden in de kwalificatiereeks voor de EK-eindronde 1988 in West-Duitsland. De nationale selectie stond voor het eerst onder leiding van bondscoach Paul Philipp, de opvolger van de in 1985 opgestapte Josy Kirchens. Zes spelers kwamen in 1986 in alle drie duels in actie, van de eerste tot en met de laatste minuut: John van Rijswijck, Marcel Bossi, Hubert Meunier, Laurent Schonckert, Jean-Pierre Barboni en Théo Malget.

## Balans
| Wedstrijden | Wedstrijden | Wedstrijden | Wedstrijden | Doelpunten | Doelpunten | Doelpunten | Punten |
| Gespeeld    | Winst       | Gelijk      | Verlies     | Voor       | Tegen      | Saldo      | Punten |
| ----------- | ----------- | ----------- | ----------- | ---------- | ---------- | ---------- | ------ |
| 3           | 0           | 0           | 3           | 0          | 11         | -11        | 0.000  |

## Interlands
|                                                       |                                       |       |           |                                                                                              |
| 5 februari Vriendschappelijk № 358 «onderlinge duels» | Portugal                              | 2 – 0 | Luxemburg | Estádio do Portimonense, Portimão Toeschouwers: 30.000 Scheidsrechter: Emilio Guruceta (ESP) |
| 5 februari Vriendschappelijk № 358 «onderlinge duels» | Frederico Rosa ??' Fernando Gomes ??' |       |           | Estádio do Portimonense, Portimão Toeschouwers: 30.000 Scheidsrechter: Emilio Guruceta (ESP) |

|                                                               |           | |        |                                                                                             |
| 14 oktober EK-kwalificatie № 359 «onderlinge duels» 20:00 uur | Luxemburg | 0 – 6 | België | Neie Stadion, Luxemburg Toeschouwers: 9.550 Scheidsrechter: Krzysztof Czermarmazowicz (POL) |
| 14 oktober EK-kwalificatie № 359 «onderlinge duels» 20:00 uur |           | 6' Eric Gerets 9' Nico Claesen 41' Frank Vercauteren 54' Nico Claesen 88' Jan Ceulemans 88' (pen.) Nico Claesen |        | Neie Stadion, Luxemburg Toeschouwers: 9.550 Scheidsrechter: Krzysztof Czermarmazowicz (POL) |

|                                                                |                                                               |       |           |                                                                                       |
| 12 november EK-kwalificatie № 360 «onderlinge duels» 20:00 uur | Schotland                                                     | 3 – 0 | Luxemburg | Hampden Park, Glasgow Toeschouwers: 35.078 Scheidsrechter: Eysteinn Gudmundsson (ISL) |
| 12 november EK-kwalificatie № 360 «onderlinge duels» 20:00 uur | Davie Cooper 24' Davie Cooper 38' (pen.) Maurice Johnston 66' |       |           | Hampden Park, Glasgow Toeschouwers: 35.078 Scheidsrechter: Eysteinn Gudmundsson (ISL) |

## Statistieken
| John van Rijswijck  | 1962-01-16 | Jeunesse Esch        | 3 | 0 | 0 | 17 | 0 |
| Verdediging         |            |                      |   |   |   |    |   |
| Marcel Bossi        | 1960-01-14 | Progrès Niedercorn   | 3 | 0 | 0 | 31 | 0 |
| Hubert Meunier      | 1959-12-14 | Avenir Beggen        | 3 | 0 | 0 | 44 | 0 |
| Laurent Schonckert  | 1958-02-25 | Union Luxembourg     | 3 | 0 | 0 | 12 | 0 |
| Carlo Weis          | 1958-12-04 | Spora Luxembourg     | 2 | 0 | 0 | 40 | 0 |
| Gianni di Pentima   | 1959-06-24 | Jeunesse Esch        | 1 | 0 | 0 | 1  | 0 |
| Gilbert Dresch      | 1954-09-14 | Avenir Beggen        | 1 | 0 | 0 | 62 | 1 |
| Middenveld          |            |                      |   |   |   |    |   |
| Jean-Pierre Barboni | 1958-09-06 | Jeunesse Esch        | 3 | 0 | 0 | 18 | 0 |
| Théo Malget         | 1961-03-02 | Avenir Beggen        | 3 | 0 | 0 | 20 | 1 |
| Jean-Paul Girres    | 1961-01-06 | Avenir Beggen        | 2 | 0 | 0 | 34 | 0 |
| Théo Scholten       | 1963-01-04 | Jeunesse Esch        | 1 | 2 | 0 | 8  | 0 |
| Jeff Saibene        | 1968-09-13 | Standard Luik        | 1 | 1 | 0 | 2  | 0 |
| Marc Thomé          | 1963-11-04 | Red Boys Differdange | 1 | 1 | 0 | 2  | 0 |
| Guy Hellers         | 1964-10-10 | Standard Luik        | 1 | 0 | 0 | 17 | 0 |
| Claude Mangen       | 1963-09-21 | Swift Hesperange     | 1 | 0 | 0 | 1  | 0 |
| Gérard Jeitz        | 1961-03-10 | Spora Luxembourg     | 0 | 1 | 0 | 4  | 0 |
| Nico Wagner         | 1954-09-19 | Aris Bonnevoie       | 0 | 1 | 0 | 33 | 1 |
| Aanval              |            |                      |   |   |   |    |   |
| Robert Langers      | 1960-08-01 | En Avant Guingamp    | 2 | 0 | 0 | 24 | 2 |
| Jeannot Reiter      | 1958-10-14 | Spora Luxembourg     | 2 | 0 | 0 | 41 | 5 |
| Patrick Juchem      | 1964-06-23 | Spora Luxembourg     | 0 | 1 | 0 | 3  | 0 |

FLF · A-internationals · Bondscoaches · Statistieken · Luxemburgs vrouwenelftal · Luxemburg U21 · Luxemburg U19 · Luxemburg U18 · Luxemburg U17 · Luxemburg U16
1911 – 1919 ·
1920 – 1929 ·
1930 – 1939 ·
1940 – 1949 ·
1950 – 1959 ·
1960 – 1969 ·
1970 – 1979 ·
1980 – 1989 ·
1990 – 1999 ·
2000 – 2009 ·
2010 – 2019 ·
2020 − 2029
OS 1920 · 
OS 1924 · 
OS 1928 · 
OS 1936 · 
OS 1948 · 
OS 1952
1911 · 
1912 · 
1913 · 
1914 · 
1915 · 1916 · 1917 · 1918 · 1919 · 
1920 · 
1921 · 1922 · 1923 · 
1924 · 
1925 · 1926 · 
1927 · 
1928 · 
1929 · 1930 · 1931 · 1932 · 1933 · 
1934 · 
1935 · 
1936 · 
1937 · 
1938 · 
1939 · 
1940 · 
1941 · 1942 · 1943 · 1944 · 
1945 · 
1946 · 
1947 · 
1948 · 
1949 · 
1950 · 
1952 · 
1952 · 
1953 · 
1954 · 
1955 · 
1956 · 
1957 · 
1958 · 
1959 · 
1960 · 
1961 · 
1962 · 
1963 · 
1964 · 
1965 · 
1966 · 
1967 · 
1968 · 
1969 · 
1970 · 
1971 · 
1972 · 
1973 · 
1974 · 
1975 · 
1976 · 
1977 · 
1978 · 
1979 · 
1980 · 
1981 · 
1982 · 
1983 · 
1984 · 
1985 · 
1986 · 
1987 · 
1988 · 
1989 · 
1990 · 
1991 · 
1992 · 
1993 · 
1994 · 
1995 · 
1996 · 
1997 · 
1998 · 
1999 · 
2000 · 
2001 · 
2002 · 
2003 · 
2004 · 
2005 · 
2006 · 
2007 · 
2008 · 
2009 · 
2010 · 
2011 · 
2012 · 
2013 · 
2014 · 
2015 ·
2016 ·
2017 ·
2018 ·
2019 ·
2020 ·
2021
Afghanistan ·
Albanië ·
Algerije ·
Armenië ·
Azerbeidzjan ·
België ·
Bosnië en Herzegovina ·
Brazilië ·
Bulgarije ·
Canada ·
Cyprus ·
DDR ·
Denemarken ·
(West-)Duitsland ·
Egypte ·
Engeland ·
Estland ·
Faeröer ·
Finland ·
Frankrijk ·
Gambia ·
Georgië ·
Griekenland ·
Hongarije ·
Ierland ·
IJsland ·
Israël ·
Italië ·
Japan ·
Joegoslavië ·
Kaapverdië ·
Kameroen ·
Kazachstan ·
Letland ·
Liechtenstein ·
Litouwen ·
Madagaskar ·
Malta ·
Marokko ·
Mexico ·
Moldavië ·
Montenegro ·
Myanmar ·
Nederland ·
Nigeria ·
Noord-Ierland ·
Noord-Macedonië ·
Noorwegen ·
Oekraïne ·
Oostenrijk ·
Polen ·
Portugal ·
Qatar ·
Roemenië ·
Rusland ·
San Marino ·
Saoedi-Arabië ·
Schotland ·
Senegal ·
Servië ·
Servië en Montenegro ·
Slovenië ·
Slowakije ·
Sovjet-Unie ·
Spanje ·
Thailand ·
Togo ·
Tsjechië ·
Tsjecho-Slowakije ·
Turkije ·
Uruguay ·
Verenigde Staten ·
Wales ·
Wit-Rusland ·
Zuid-Korea ·
Zweden ·
Zwitserland